# Time (альбом Electric Light Orchestra)
Time (с англ. — «Время») — девятый студийный концептуальный альбом группы Electric Light Orchestra, вышедший в 1981 году и ставший девятым из самых популярных альбомов того года.

## Об альбоме

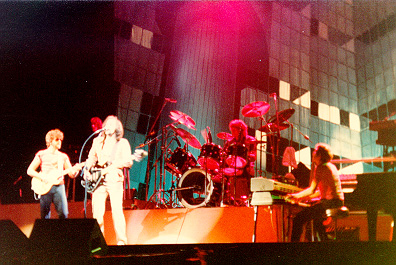
Турне «Time»

Time — это произведение синти-попа, сочетающее в себе элементы музыки 1950-х годов, новой волны, регги, рокабилли, The Beatles, Фила Спектора и The Shadows. Альбом ознаменовал отход от привычного звучания группы, сделав упор на электронику, а не на обычный оркестр. В песнях альбома рассказывается история человека, попавшего в 2095 год и не имеющего возможности возвратиться домой.
Рецензент журнала Classic Rock отметил, что, несмотря на обещания «более тяжёлого саунда» и футуристичных названий песен, источником вдохновения Линну послужили 1960-е годы (проводя параллели с Роем Орбисоном и Бадди Холли).

## Концепция и сюжетная линия
Комментарии Линна по поводу концепции альбома следующие: в 1981 году человек погружается в сумеречное состояние («Twilight»), и, как ему кажется, попадает в 2095 год, где встречает гиноида («Yours Truly, 2095») и размышляет о 1980-х, «когда всё было так просто» («Ticket to the Moon»). Прогуливаясь по той же улице, что и сто лет назад, он приходит в ужас от пластиковых цветов и башен из слоновой кости, которые выросли на ней («The Way Life's Meant to Be»). Оставаясь в этом будущем, он подавленно смотрит в окно, наблюдая за окружающим миром («Rain Is Falling»). Он пытается отправить письмо в форме сна своей девушке в прошлом, но терпит неудачу («From the End of the World»).
На вопрос о том, были ли переживания героя сном с самого начала, Линн ответил: «Вот что я хотел бы знать, потому что это сбивало меня с толку с тех пор, как я это написал, действительно ли он отправился [в будущее] или он просто думает об этом. … Это может быть реальностью, а может быть сном… Я не уверен. Я бы предпочёл не говорить, потому что я тоже не знаю. Я должен знать, но я не знаю». Мэтьюз пишет: «Как и в Eldorado, в Time был пролог и эпилог… Хотя вряд ли есть какой-либо сюжет, который связывал бы различные песни вместе, тема остаётся в значительной степени нетронутой… они скорее приукрашивают, чем вовлекают». Повторяющаяся строка, которая появляется в эпилоге альбома: «хотя ты едешь на колёсах завтрашнего дня, ты всё ещё бродишь по полям своей печали». Автор Rockol говорит, что главный герой снова посещает место, где он когда-то жил, и обнаруживает, что оно стало неузнаваемым («The Way Life's Meant to Be»). После этого он надеется, что сможет вернуться домой с помощью машины времени, «но со всеми их великими изобретениями и всеми их добрыми намерениями, я остаюсь здесь» («Rain Is Falling»). После его последней попытки вернуться в прошлое, главному герою предлагается «держаться» («Hold On Tight»).
Автор Адам Робертс называет Time «рок-оперой будущего». По словам музыкального журналиста Марка Бомонта, это концептуальный альбом о человеке, которого похищают и переносят вперёд во времени в 2095 год, в то время как веб-издание Rockol и журнал Stereo Review оба признают Time рассказом о человеке, который оказывается в ловушке будущего. Бен Кейтс из The News & Advance говорит, что «это история человека, живущего в 2095 году, который заглядывает в будущее достаточно далеко, чтобы понять, что он хочет вернуться в 1980-е».

## Композиции
Слова и музыка всех песен — написаны Джеффом Линном.
| №  | Название                     | Длительность |
| -- | ---------------------------- | ------------ |
| 1. | «Prologue»                   | 1:15         |
| 2. | «Twilight»                   | 3:35         |
| 3. | «Yours Truly, 2095»          | 3:15         |
| 4. | «Ticket to the Moon»         | 4:06         |
| 5. | «The Way Life's Meant to Be» | 4:36         |
| 6. | «Another Heart Breaks»       | 3:46         |

| №   | Название                    | Длительность |
| --- | --------------------------- | ------------ |
| 7.  | «Rain Is Falling»           | 3:54         |
| 8.  | «From the End of the World» | 3:16         |
| 9.  | «The Lights Go Down»        | 3:31         |
| 10. | «Here's the News»           | 3:49         |
| 11. | «21st Century Man»          | 4:00         |
| 12. | «Hold on Tight»             | 3:05         |
| 13. | «Epilogue»                  | 1:30         |

| №   | Название                | Длительность |
| --- | ----------------------- | ------------ |
| 14. | «The Bouncer»           | 3:14         |
| 15. | «When Time Stood Still» | 3:33         |
| 16. | «Julie Don't Live Here» | 3:42         |

## Участники записи
- Джефф Линн — ведущий вокал, электрогитара, акустическая гитара, фортепьяно, синтезатор, вокодер
- Бив Бивэн — ударные, перкуссия
- Ричард Тэнди — фортепьяно, синтезатор, вокодер, гитары
- Келли Гроукат — бас-гитара, бэк-вокал

## Чарты
| Страна         | Высший рейтинг | Рейтинг в первых четырёх десятках | Общий рейтинг |
| -------------- | -------------- | --------------------------------- | ------------- |
| Германия       | 1              |                                   | 41            |
| Швеция         | 1              | 18                                | 38            |
| Испания        | 1              |                                   | 33            |
| Великобритания | 1              | 15                                | 32            |
| Нидерланды     | 2              | 18                                | 19            |
| Норвегия       | 2              | 17                                | 17            |
| Австрия        | 2              | 16                                | 16            |
| Австралия      | 3              |                                   | 25            |
| Канада         | 7              | 15                                | 29            |
| Новая Зеландия | 10             | 14                                | 16            |
| США            | 16             | 12                                | 20            |
| Италия         | 19             |                                   |               |
| Франция        | 28             |                                   | 16            |
| Япония         | 36             |                                   | 17            |